# Xolnar
Xolnar è un pianeta immaginario nel 30º e 31º secolo dell'Universo DC. È la casa di Rainbow Girl, Dori Aandraison, nonché dell'Accademia Militare dei Pianeti Uniti.
Xolnar è noto per le miniere di Pluridium e fu invaso dai Khund durante la continuità pre-Ora Zero.